# Горичан
Горичан (мађ. Muracsány) је градић и средиште општине са само једним насељеним местом, у Међимурју, Хрватска и познати гранични прелаз са Мађарском.
До нове територијалне организације у Хрватској, подручје Горичана припадало је великој предратној општини Чаковец. Данас је Горичан општина у саставу Међимурске жупаније.

## Становништво
На попису становништва 2011. године, општина, одн. насељено место Горичан је имала 2.823 становника.

## Попис1991.
На попису становништва из 1991. године, насељено место Горичан је имало 3.221 становника, следећег националног састава:
| Попис 1991.‍   | Попис 1991.‍  | Попис 1991.‍ | Попис 1991.‍ | Попис 1991.‍ |
| ------------- | ------------ | ----------- | ----------- | ----------- |
|               |              |             |             |             |
| Хрвати        | Хрвати       |             | 3.124       | 96,98%      |
| Роми          | Роми         |             | 19          | 0,58%       |
| Словенци      | Словенци     |             | 11          | 0,34%       |
| Југословени   | Југословени  |             | 5           | 0,15%       |
| Срби          | Срби         |             | 5           | 0,15%       |
| Албанци       | Албанци      |             | 1           | 0,03%       |
| Грци          | Грци         |             | 1           | 0,03%       |
| Мађари        | Мађари       |             | 1           | 0,03%       |
| Немци         | Немци        |             | 1           | 0,03%       |
| Пољаци        | Пољаци       |             | 1           | 0,03%       |
| Чеси          | Чеси         |             | 1           | 0,03%       |
| остали        | остали       |             | 1           | 0,03%       |
| неопредељени  | неопредељени |             | 4           | 0,12%       |
| регион. опр.  | регион. опр. |             | 2           | 0,06%       |
| непознато     | непознато    |             | 44          | 1,36%       |
| укупно: 3.221 |              |             |             |             |